# 네이션와이드 아레나
네이션와이드 아레나(영어: Nationwide Arena)은 미국 오하이오주 콜럼버스에 위치한 실내 경기장이다. NHL 콜럼버스 블루재키츠의 홈경기장으로 사용되고 있다.
| NHL 올스타전 개최 경기장    |                            |                   |
| 2014년                      | 2015년 네이션와이드 아레나 | 2016년            |
| 동계 올림픽으로 인해 미개최 | 2015년 네이션와이드 아레나 | 브리지스톤 아레나 |
|                             |                            |                   |
|                             |                            |                   |